# 東名エンジン
東名エンジン株式会社（とうめいエンジン）は、レース用自動車エンジンのチューニングおよびメンテナンスを主業務とする企業。

## 概要
1985年に現社長の今井が、チューニングメーカーの東名パワードから独立する形で設立。その後全日本F3000→フォーミュラ・ニッポンにおける無限・MF308のチューニングなどを手がけ、日本のレース用エンジンチューナーとしての地位を確立する。
2000年には日産・SR20をベースとしたF3用エンジンを開発し、スリーボンドのバッジネームで供給を行っている。2014年からはF3のエンジン規定変更に伴い、自社開発した「TB14F3」を全日本F3選手権→全日本スーパーフォーミュラ・ライツ選手権（SFライツ）向けに供給していたが、SFライツが2024年からエンジンをワンメイク化するため、供給は2023年で終了する。
近年は水野和敏との長年の関わりから、台湾・裕隆汽車の自社ブランドであるラクスジェンのエンジン開発にも携わっており、同社が初めて携わったエンジンはU6 GTに搭載され、日の目を見ている。